# AF-borgen

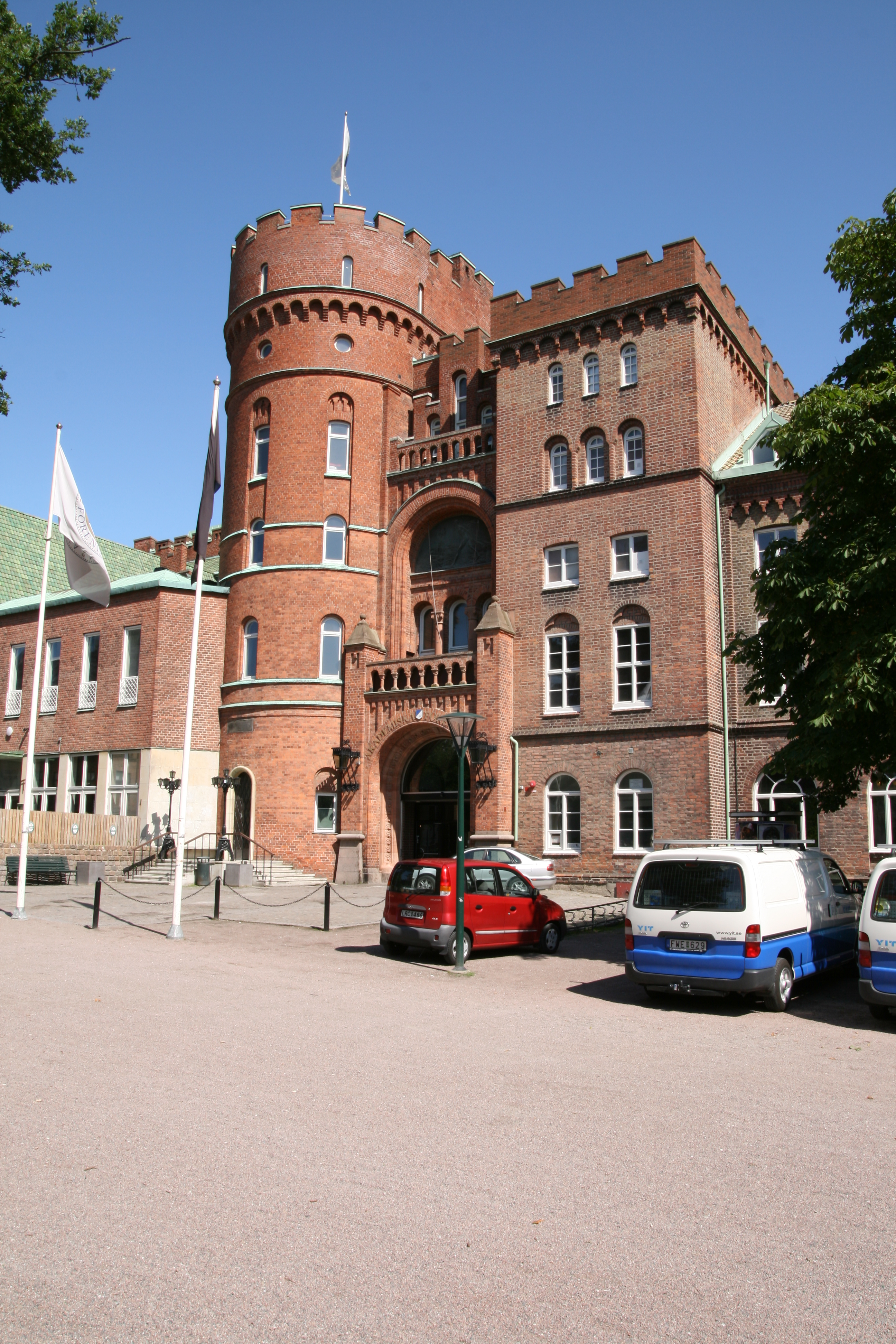
Der 1910 fertiggestellte Gebäudeteil

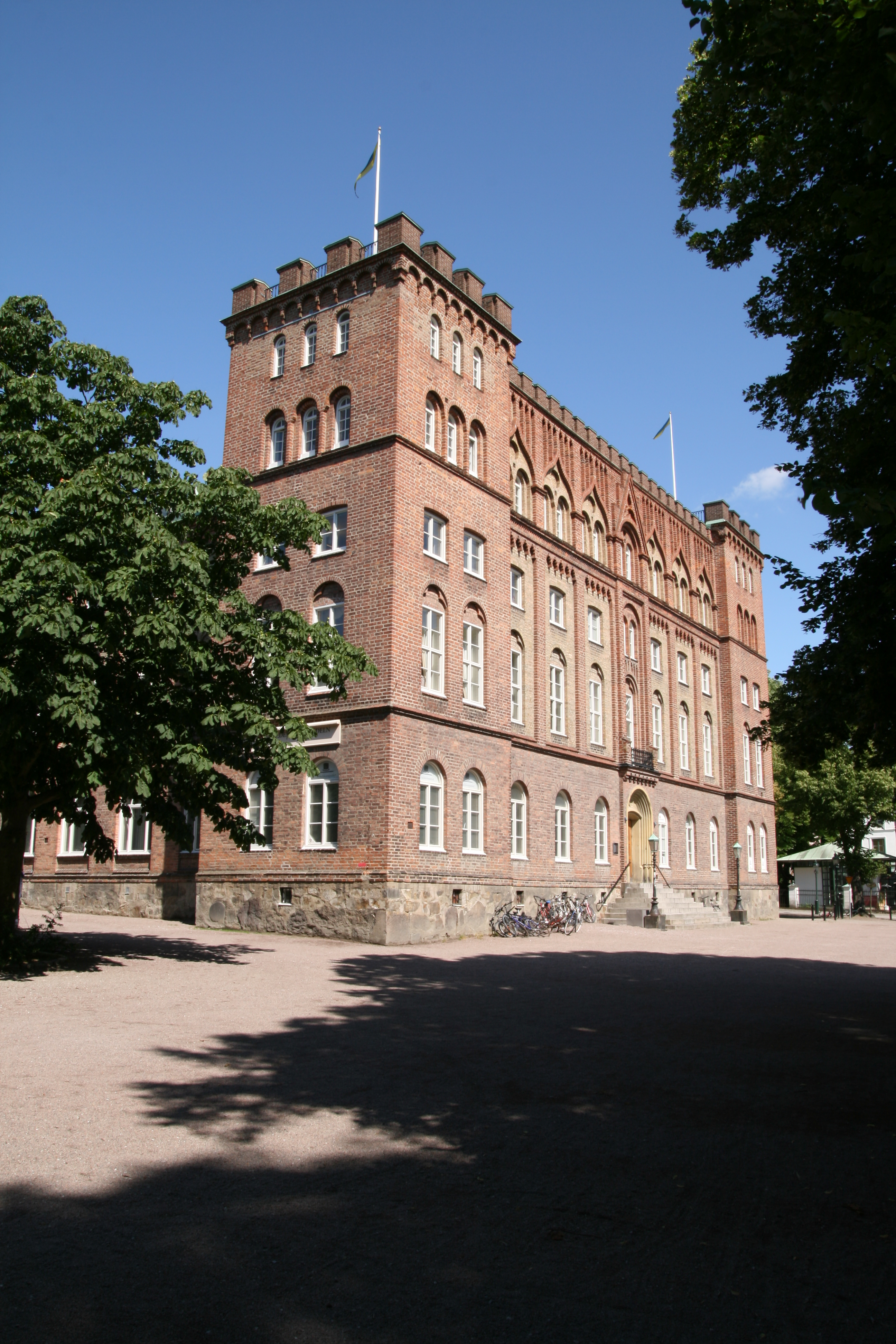
Der Ursprungsbau datiert aus dem Jahr 1851 (Blick aus Südwesten)

AF-borgen (AF-Burg) oder Akademiska Föreningens hus (Haus der Akademischen Vereinigung) ist das Hauptgebäude der Akademischen Vereinigung in Lund.

## Lage
Das Gebäude liegt im Stadtteil Centrala staden, in unmittelbarer Nähe des Parks Lundagård und des Hauptgebäudes der Universität Lund. 100 m westlich liegt Kungshuset, 200 m südlich der Dom zu Lund.

## Baugeschichte
Das Gebäude wurde 1850–1851 nach Plänen von Hans Jakob Strömberg, einem Schüler Carl Georg Brunius', im gotischen Stil als quadratischer Bau mit zwei Stockwerken erbaut. Die Kanten schlossen mit Ecktürmen ab. Bereits 1868 wurde an der nordöstlichen Flanke zur S:t Annagatan ein Anbau realisiert, wo man 1881 im obersten Stockwerk einen Saal für den Gesangverein einrichtete.
Zwischen 1909 und 1911 wurde nach Plänen von Fredrik Sundbärg ein nördlicher Flügel im romanischen Stil fertiggestellt. Dieser Gebäudeteil besticht durch einen mit einem Staffelgiebel und einem Erker versehenen Risalit sowie einem sechs Stockwerke hohen Turm, der direkt an den ursprünglichen Bau anschließt. Zwischen dem neuen Turm und dem schon vorhandenen Eckturm wurde ein gemeinsamer Haupteingang mit einem eingezogenen Portal und einem Staffelgiebel geschaffen. Hier wurde etwas später ein Bronzerelief von Axel Ebbe installiert.
Im Jahr 1946 baute man den Nordflügel nach Zeichnungen von Hans Westman aus. Zwischen dem Risalit und dem runden Turm wurden neue Räumlichkeiten für ein Restaurant geschaffen. 1947 wurde an der S:t Annagatan, nördlich des 1868 erbauten Anbaus, ein Studentenwohnheim erbaut.
Durch die vielen Anbauten erhielt das Gebäude den Spitznamen Labyrinten (Das Labyrinth). Heute befinden sich in AF-borgen Fest- und Versammlungssäle, die Verwaltung der Akademischen Vereinigung, ein Buchhandel, ein Restaurant, ein Café sowie Büros verschiedener studentischer Vereinigungen wie die der Spexvereinigung. Das Gebäude ist Eigentum der Akademischen Vereinigung Lund. 1939 fand in AF-borgen das erste öffentliche Treffen der Reichsvereinigung Schweden-Deutschland statt.